# Ko Samet

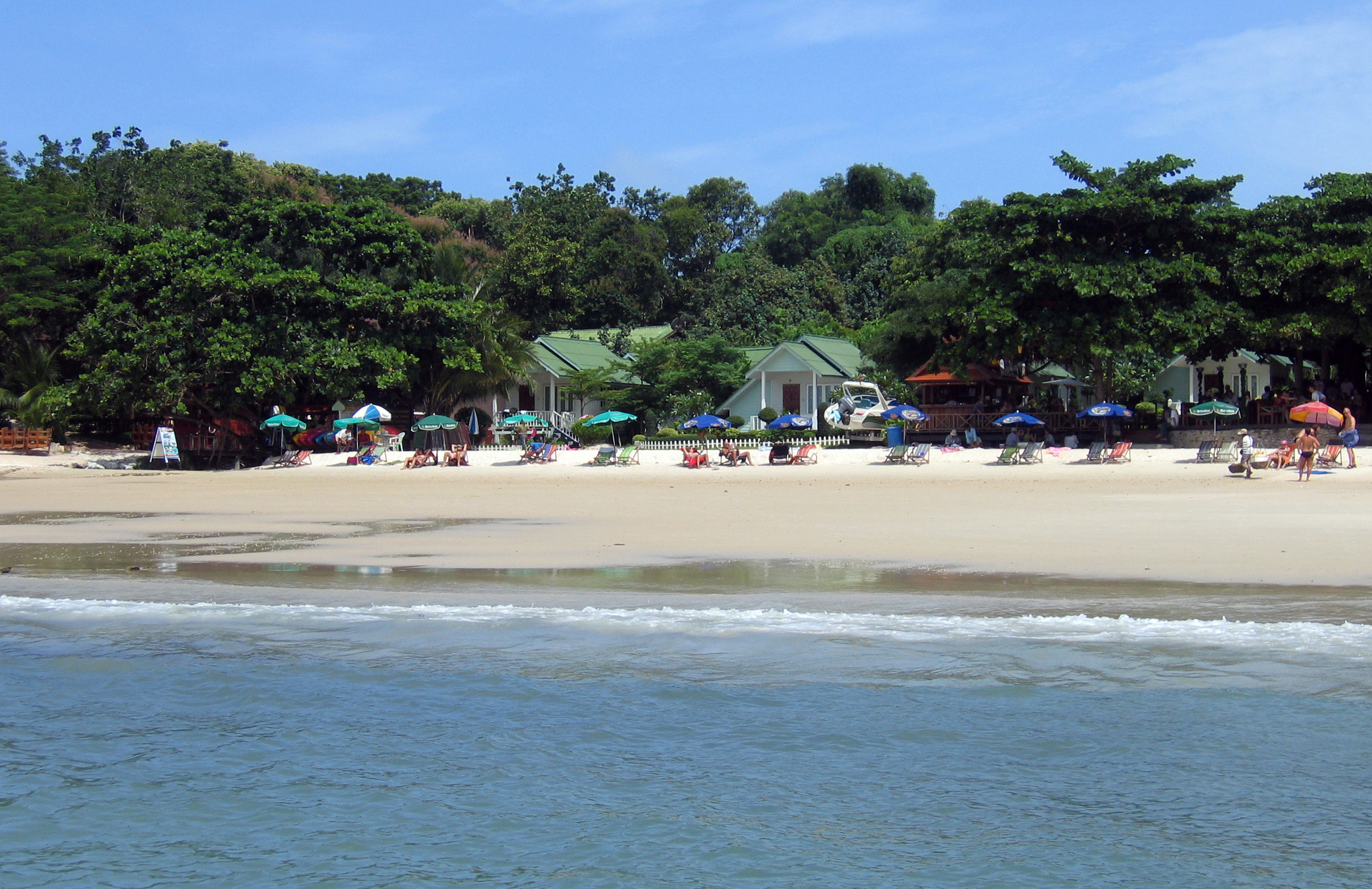
Imagen de Ko Samet.

Ko Samet (en idioma tailandés:เกาะเสม็ด) es una isla en la provincia de Rayong, Tailandia, situada en el golfo de Tailandia aproximadamente a 220 km al sudeste de Bangkok. Ko Samet es parte del distrito Amphoe Mueang Rayong.
La isla recibe su nombre de un tipo de árbol que se encuentra a lo largo y ancho de la isla, cuyo nombre en tailandés es Samet. En el pasado la isla también era conocida como Ko Kaew Phitsadan, que significa la isla del cristal mágico.
Ko Samet es una isla muy popular entre los turistas extranjeros y entre los residentes de Bangkok. La mayor parte del área de la isla pertenece al parque nacional Khao Laem Ya – Mu Ko Samet.

## Geografía y clima
Ubicada a 220 km de la capital en el Golfo de Tailandia, Ko Samet tiene aproximadamente 13.1 kilómetros cuadrados (5.1 millas cuadradas) de tamaño, y tiene una forma similar a la letra "t". A lo largo de la "t" (norte-sur), la isla mide aproximadamente 7 km, y mide 4 km a través de la "t" (oeste-este). Los bosques cubren hasta el 80 por ciento del área total.
Más cerca del continente, se encuentra el pequeño pueblo de la isla de Na Dan, comúnmente conocida como Ko Samet Village, con su playa cercana, Hat Sai Kaeo (Glass Sand Beach; Thai: หาด ทรายแก้ว), la playa más larga de Ko Samet. La mayoría de las playas de Ko Samet se encuentran a lo largo de la costa este de la isla. Otras playas de la isla incluyen: Ao Phai, Ao Wai, Ao Kio Na Nai, Ao Cho, Ao Kio Na Nok, Ao Wong Duean, Cabo Kut, Ao Toei y Ao Karang en el extremo sur, y Ao Phrao en el oeste orilla de la isla. Justo al lado sur de la isla hay tres pequeñas islas rocosas, Ko Chan (Isla de la Luna; Tailandesa: าะ จันทร์), Ko San Chalam (Isla de las Aletas de Tiburón), y Hin Khao (Roca Blanca; Tailandesa: เกาะ หิน ขาข).
Ko Samet es uno de los archipiélagos más secos de Tailandia. Ko Samet tiene una cantidad de lluvia significativamente menor que la provincia de Rayong, aunque está a solo unos kilómetros de la costa. La "estación lluviosa" de la isla se extiende solo de mayo a julio, pero incluso durante esta temporada tiene menos lluvia que otras islas en Tailandia. La isla, a pesar de ser árida, consiste en exuberantes colinas boscosas, cubiertas de bosques siempreverdes y caducifolios, y los árboles de cajeput crecen abundantemente (el nombre "samet" significa "cajeput"). Debido a la falta de lluvia, Ko Samet debe importar agua potable del continente.

## Turismo
Koh Samet (isla Samet) ha sido uno de los destinos turísticos más populares para los tailandeses y extranjeros durante mucho tiempo. Gracias a su proximidad a Bangkok, Koh Samet es una escapada de fin de semana favorita para la gente de la ciudad. Esta pequeña isla es famosa por sus numerosas y espléndidas playas con arena blanca y sedosa que ha atraído una gran cantidad de visitantes durante todo el año.
Koh Samet es una pequeña isla en la provincia de Rayong, situada a poco más de 6,5 km de la costa de Ban Phe. En la isla, hay varios tipos de alojamiento, restaurantes y bares. También hay varias tiendas de conveniencia. La isla está bien desarrollada para ser un excelente destino turístico.
Koh Samet cuenta con una serie de playas de arena blanca y fina. Las famosas playas de Samet son Hat Sai Kaew, Ao Noi Na, Ao Luk Yon, Ao Phai, Ao Putsa, Ao Tubtim, Ao Lung Dum, Ao Chowan, Ao Tawan, Ao Wong Duean, Ao Thian, Ao Wai, Ao Kiu, Ao Pakarang, Ao Karang y Ao Phrao.
Además de sus hermosas playas y aguas cristalinas, Koh Samet ofrece muchas más actividades que lo convierten en una escapada perfecta para grupos, familias o amantes.
- Datos: Q1073840
- Multimedia: Ko Samet / Q1073840